# Volvo 760
Der Volvo 760 war ein Fahrzeug aus der 700er-Serie des schwedischen Autoherstellers Volvo.
Das kantige Design des 760 war vom hauseigenen Designer Jan Wilsgaard entworfen worden und lehnte sich deutlich an damalige amerikanische Autos wie Chevrolet Caprice und Cadillac Seville an.

## Modellgeschichte

### Allgemeines
Ende der 1970er-Jahre stand Volvo vor erheblichen Herausforderungen. Die weltweite Energiekrise und die hohen Produktionskosten in Schweden beeinträchtigten die Rentabilität des Unternehmens. Die Nachfolger der 200er-Serie sollten eine gehobenere Positionierung einnehmen und insbesondere den US-Markt erobern, um die finanzielle Lage zu verbessern. 
Aus Kostengründen erhielten die 740/760 kantige Linien, da flache Oberflächen die Kosten für das Tiefziehen der Karosseriebleche senkten. Dieses Design, das zunächst nicht unumstritten war, entwickelte sich im Laufe der Zeit zu einem Klassiker. In den USA wurde der kantige Stil weniger kritisch gesehen, da Modelle wie die Cadillac DeVille ähnliche Designelemente aufwiesen. Die Formensprache bot nicht nur eine klare Abgrenzung zu Konkurrenten wie der Mercedes-Benz W123 oder der BMW E28, sondern ermöglichte auch eine hohe Innenraumgröße.

### Vorstellung
Im Mai 1982 erschien als Nachfolger des Volvo 264 der 760, für den ein gegenüber dem Vorgänger auf „unter 0,4“ verringerter cw-Wert genannt wurde.
Die Einführung der Volvo 760 im Jahr 1982 markierte eine neue Designstrategie für Volvo. Anders als üblich wurde zunächst das gehobene Sechszylindermodell 760 präsentiert, bevor einige Jahre später die Vierzylindervariante 740 folgte. Jan Wilsgaard, Leiter des Volvo-Design- und Styling-Teams, entwickelte über 50 Entwürfe für das neue Modell. 
Der 760 basierte auf der gleichen Plattform wie die spätere 740, die 1984 als kostengünstigere Alternative mit weniger umfangreicher Ausstattung eingeführt wurde. Die 740 war als Limousine und Kombi erhältlich und verzichtete auf Chromleisten an Stoßstangen sowie in einigen Ausführungen auf verchromte Fensterrahmen und Kühlergrills, wobei die GLE-Version diese Chromverzierungen beibehielt. Die Sicherheitsausstattung blieb jedoch unbeeinträchtigt. 
Ungewöhnlich für ein Oberklassefahrzeug jener Zeit war die Verwendung einer Starrachse an der Hinterachse. Volvo argumentierte, dass eine gut konstruierte Starrachse mindestens ebenso leistungsfähig sei wie eine unabhängige Aufhängung, jedoch erhebliche Kostenvorteile und Gewichtseinsparungen biete. Die Achse war nahezu vollständig hinter dem Fahrgastraum montiert, was mehr Innenraum schuf, und wurde in einem Unterrahmen gelagert, was den Fahrkomfort im Vergleich zu konventionellen Starrachsen verbesserte. Volvo bezeichnete dieses System als „Constant Track Rear Suspension“, um die Vorteile der Achsenkonstruktion hervorzuheben, insbesondere die konstante Spurhaltung.
Anfang 1985 erschien der 760 als Kombi. Intern trug dieser die Bezeichnung 765, während die Limousine die interne Bezeichnung 764 hatte (Viertürer). Ebenfalls 1985 brachte Volvo im 760 mit Turbomotor B23ET gegen Aufpreis eine elektronisch geregelte Traktions- und Anti-Schleuderkontrolle auf den Markt. Drehzahlsensoren an den Rädern erfassen ein Durchdrehen der angetriebenen Hinterräder und regeln dann eine Reduzierung der Motorleistung. Das Antiblockiersystem von Bosch wurde im Jahr 1984 eingeführt.

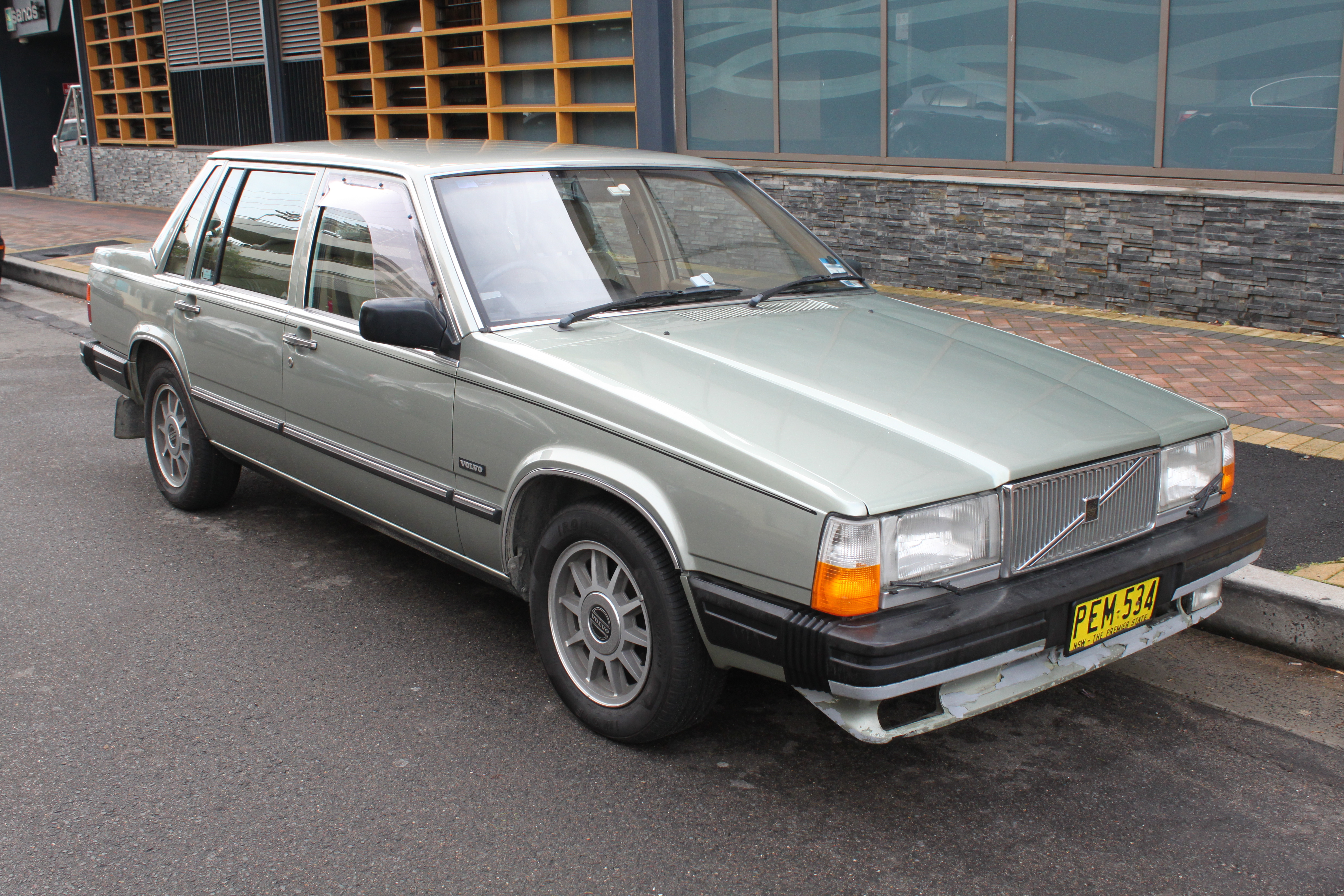
Volvo 760 GLE, Ursprungsausführung (1982–1987)
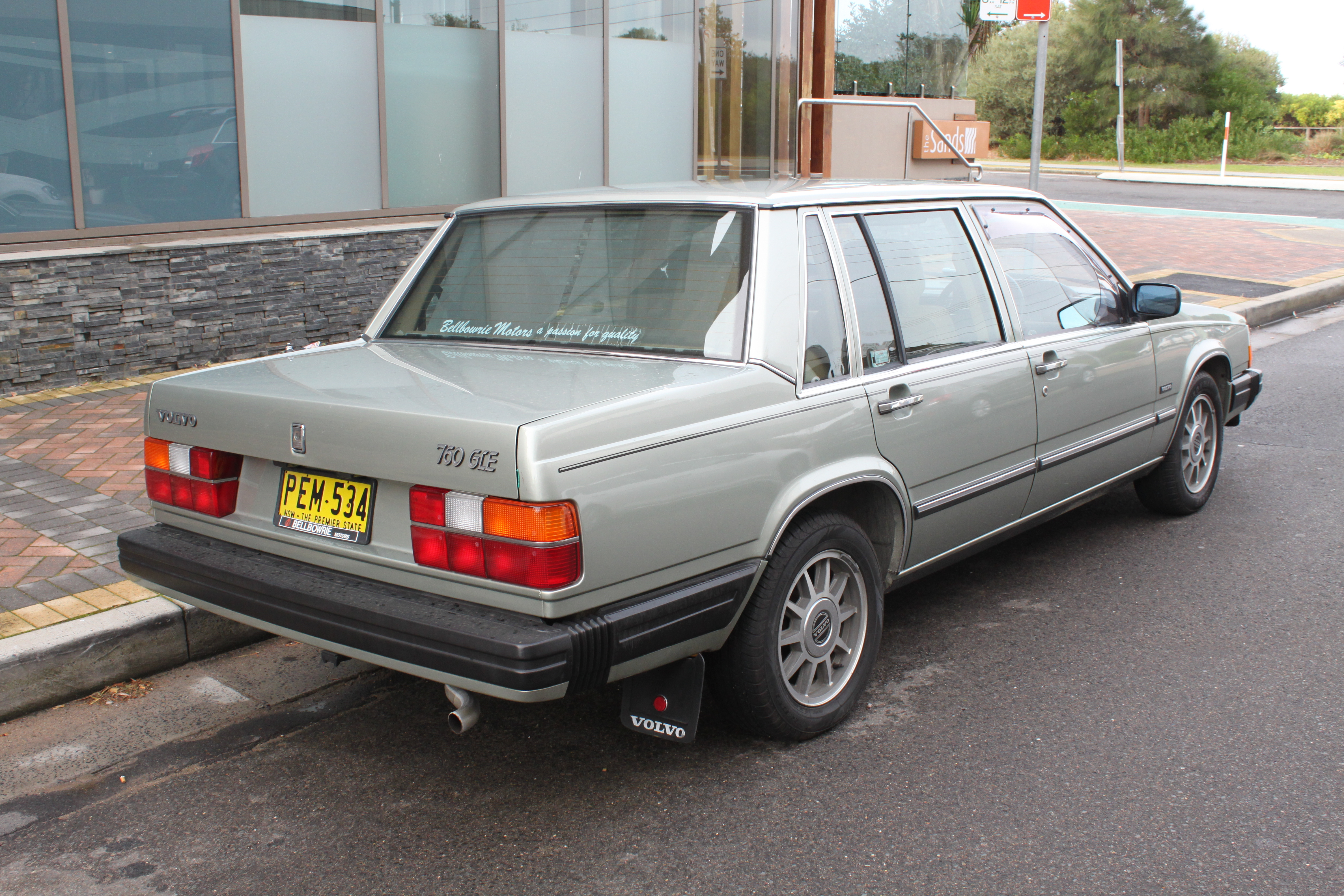
Volvo 760 GLE, Heckansicht (1982–1987)
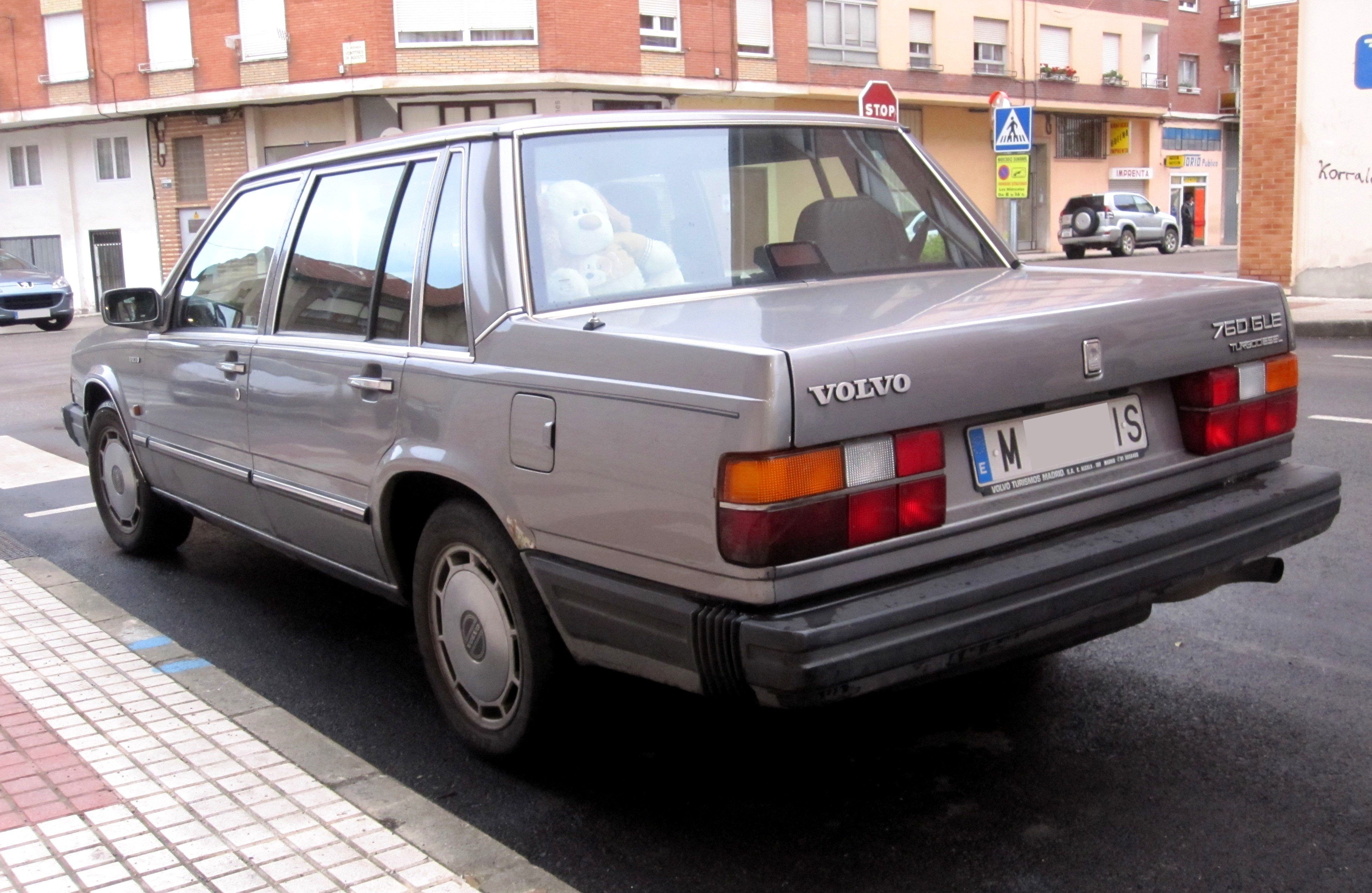
Volvo 760 GLE
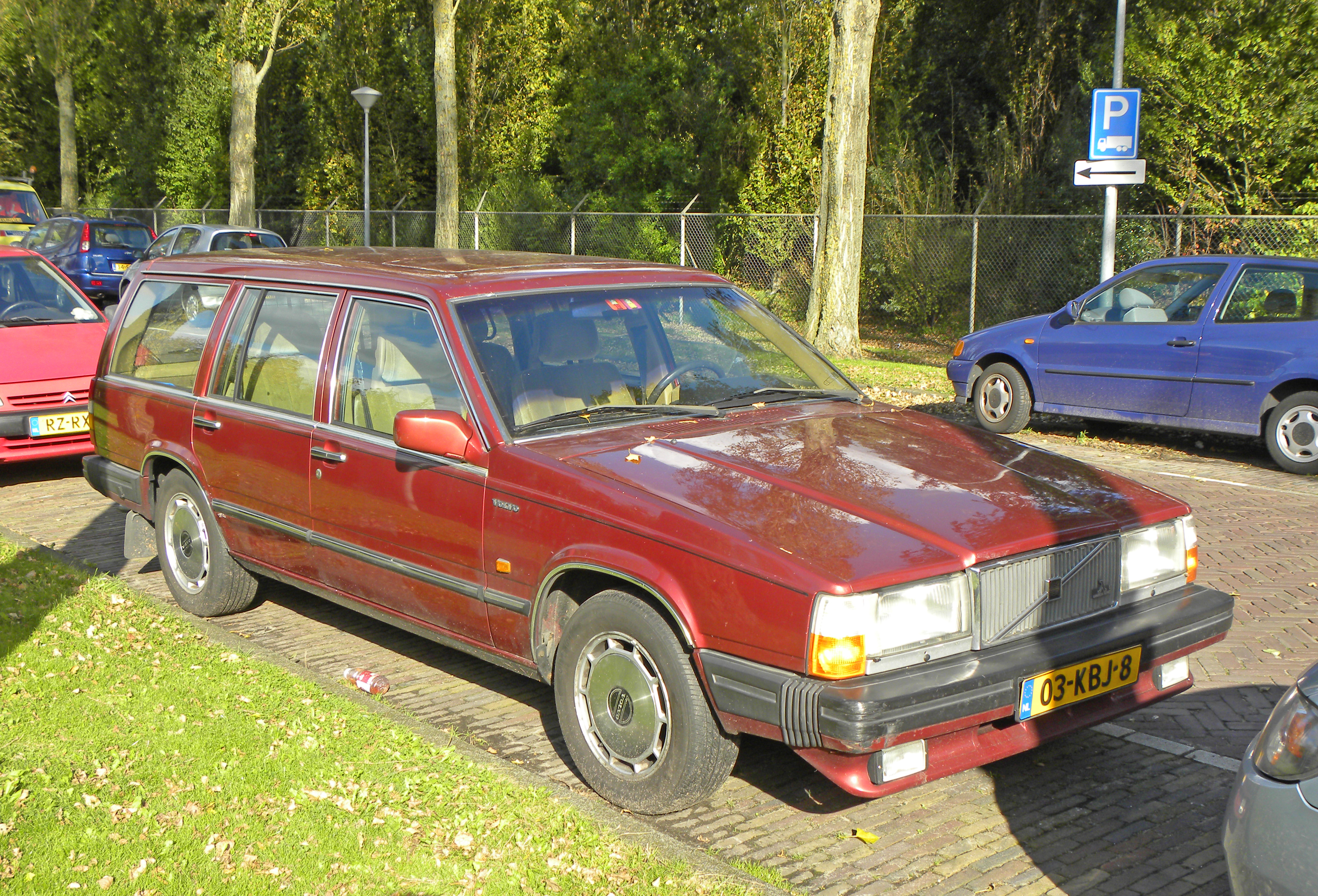
Volvo 760 GLE
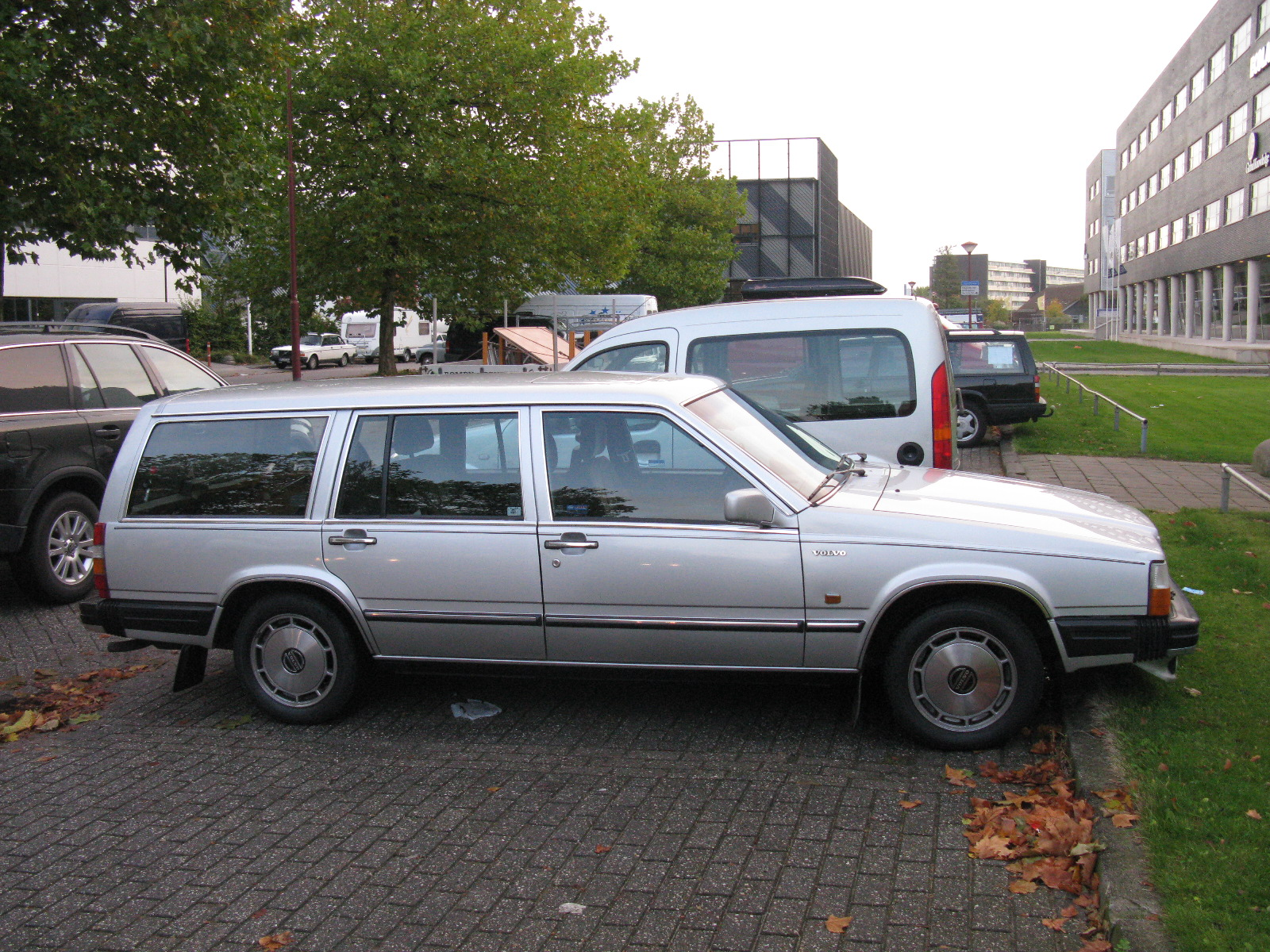
Volvo 760 GLE
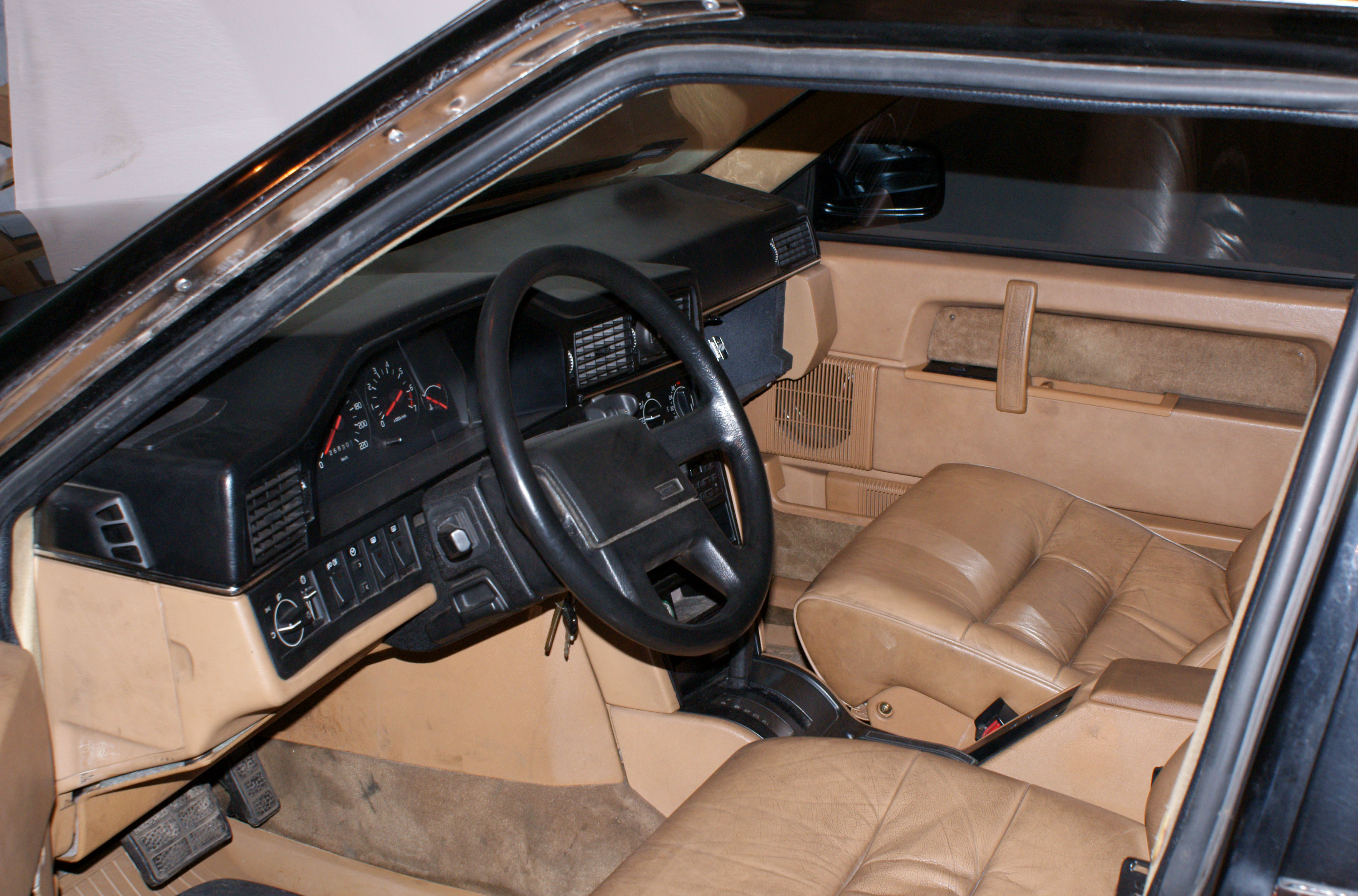
Innenraum Volvo 760 GLE

### Modellpflege
Im Herbst 1987 erhielt die 760-Reihe ein Facelift. Die Fahrzeugfront (mit Motorhaube aus Aluminiumblech), die Räder (Felgen) und die Innenausstattung wurden geändert. Zudem wurde die Einspritzanlage überarbeitet und die Fahrzeuge bekamen einen größeren, 80 Liter fassenden Treibstofftank (die Kombi-Modelle behielten den nur 60 Liter fassenden Tank).

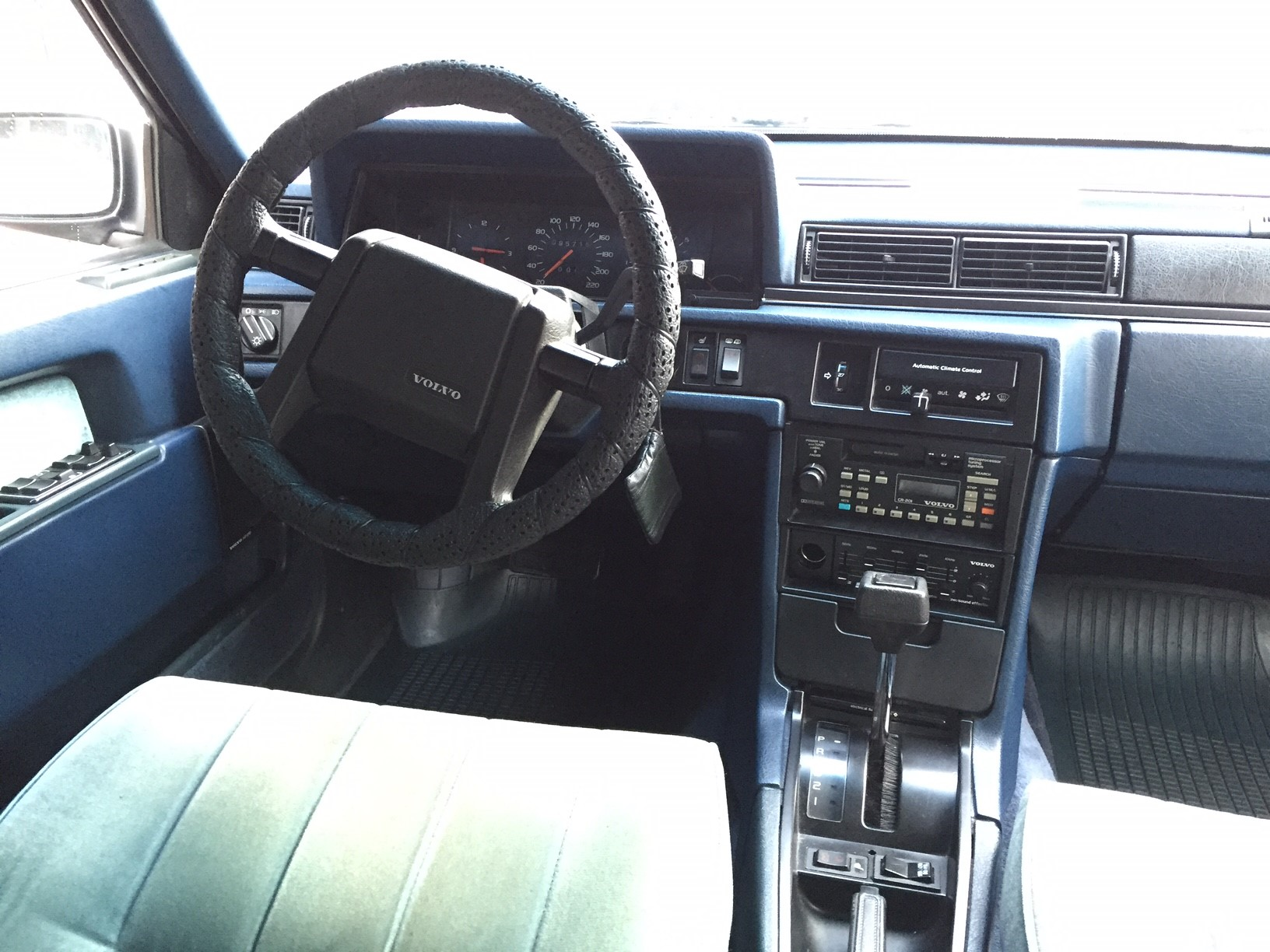
Armaturentafel Modelljahre 1982–1987

Wichtigste Änderung war die geteilte Mehrlenker-Hinterachse Multilink, die allerdings nur für die Limousinen verwendet wurde. Mit dieser Hinterachse ausgerüstete Fahrzeuge besitzen eine gute Straßenlage verbunden mit hohem Fahrkomfort.
Einzigartig war das gegen Aufpreis erhältliche Volvo-Radio vom Typ SR-701: Dieses verfügte als erstes Autoradio weltweit über die neue Verkehrsfunk- und Informationstechnik RDS und konnte mit einem dazu erhältlichen Kassettenabspielgerät sowie einem 120-W-Verstärker und mit sechs Lautsprechern ergänzt werden.
Im Herbst 1989 wurden weitere Änderungen eingeführt, wobei die Limousine neue Rückleuchten bekam. Die technische sowie elektrische Ausstattung wurde teilweise schon auf den Stand des kommenden 960 gebracht (u. a. neue Version des Antiblockiersystems). Die Sechszylinder-Modelle gab es mit Ausnahme von 1982 und 1983 nur mit 3+1-Automatikgetriebe, während alle handgeschalteten 760er-Versionen der Turbo-Benziner- und Turbodiesel-Modelle über ein Viergang-Getriebe M46 mit zuschaltbarem Overdrive verfügten.
Im Spätsommer 1990 wurde der 760 durch den Nachfolger 960 ersetzt. Eine wesentliche Änderung war die Ablösung des ausgereizten PRV-Motors, der bereits im Sommer 1974 mit dem Volvo 264 präsentiert worden war. An seine Stelle trat ein von Volvo und Porsche zusammen entwickelter 6-Zylinder-Benzin-Reihenmotor. Die Optik der Front des 760 der Modelljahre 1989–90 wurde für den Volvo 960 übernommen. Eine stärkere Überarbeitung erfolgte hingegen im Bereich der C-Säule und der Heckpartie der Viertürer.
Beide Modelle, 760 und 740, behielten die charakteristischen, kantigen Linien, die Volvos Image von Zuverlässigkeit, Solidität und Sicherheit prägten. Im Zuge der Einführung der 900er-Serie im Herbst 1990, die als Weiterentwicklung der 700er-Serie galt, wurde die 760 im Spätsommer 1992 vollständig durch die 960 ersetzt.

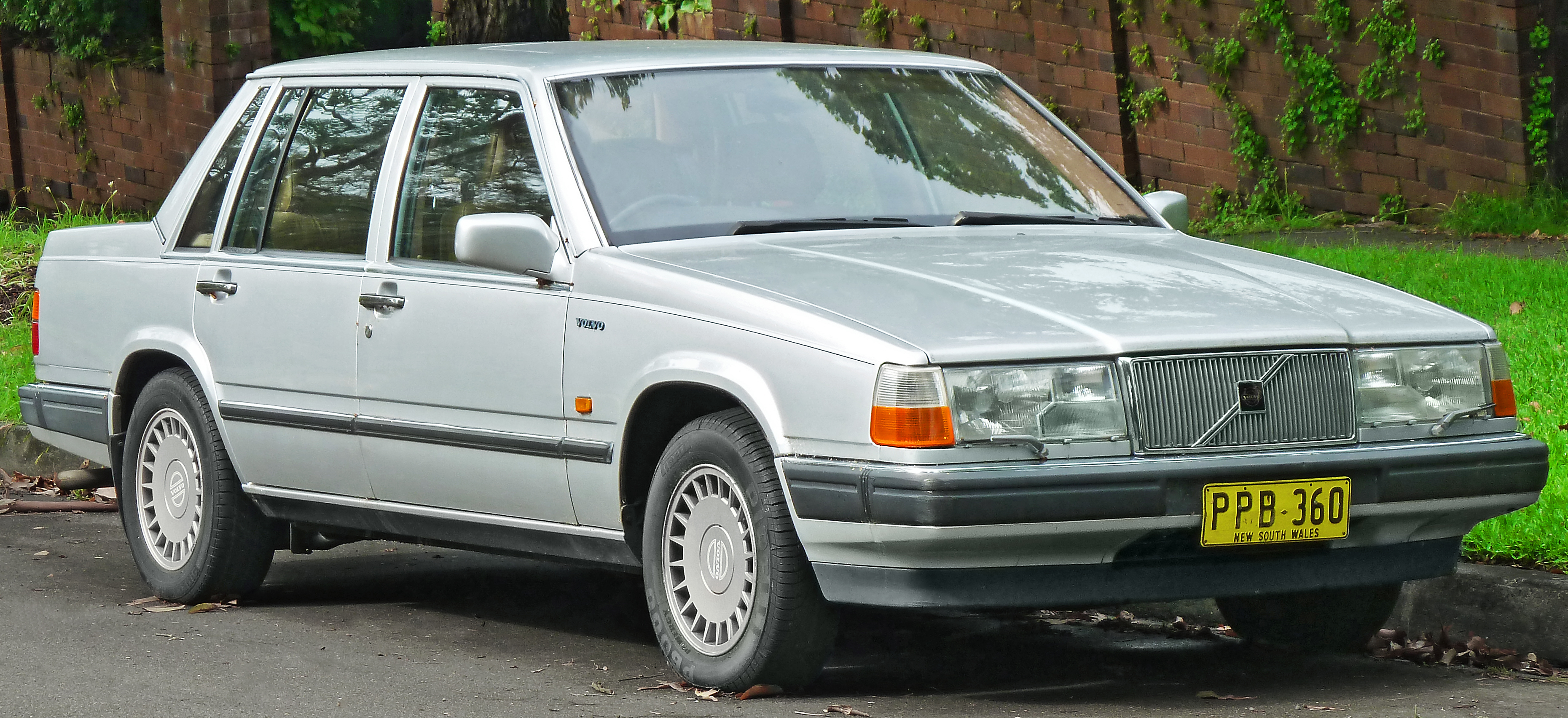
Volvo 760 (1987–1989)
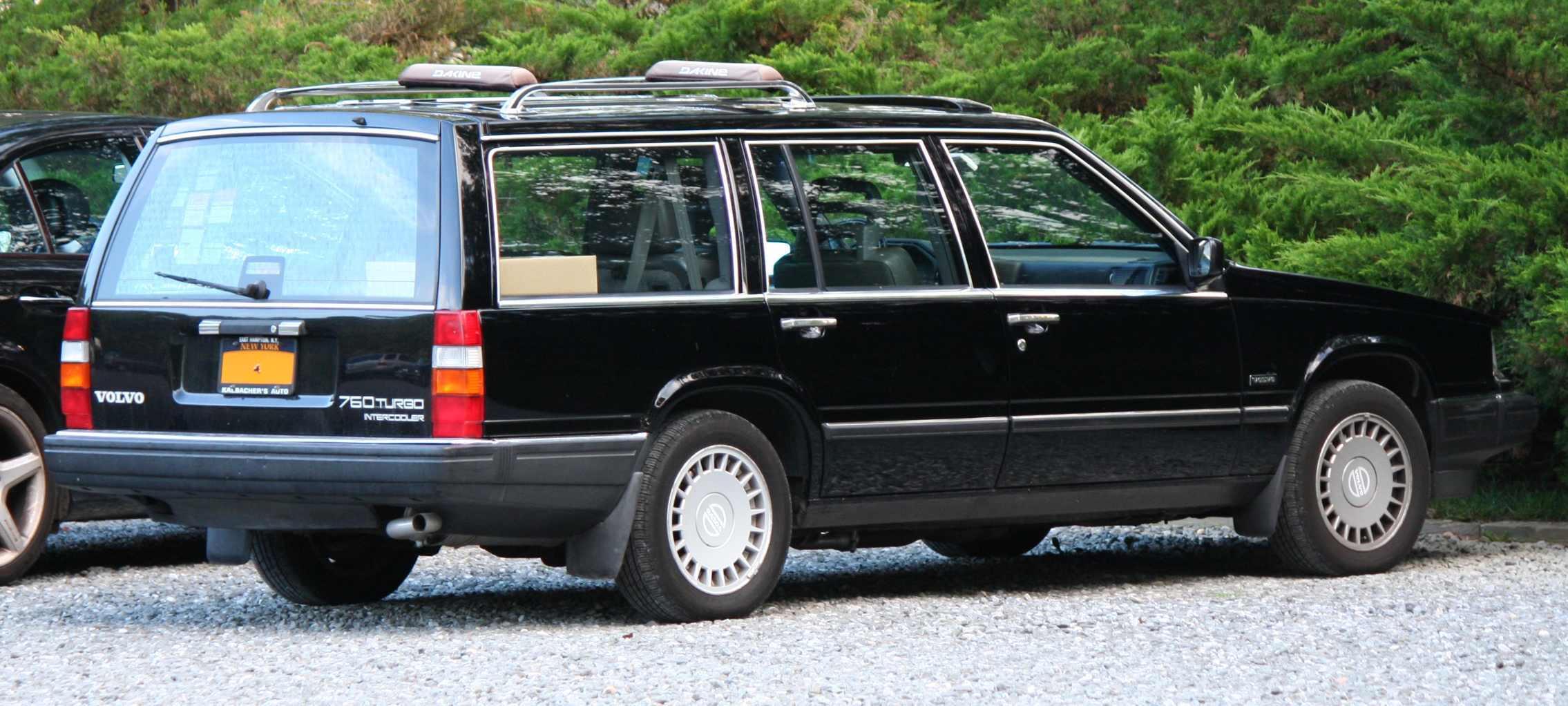
Volvo 760 Kombi (1987–1990)
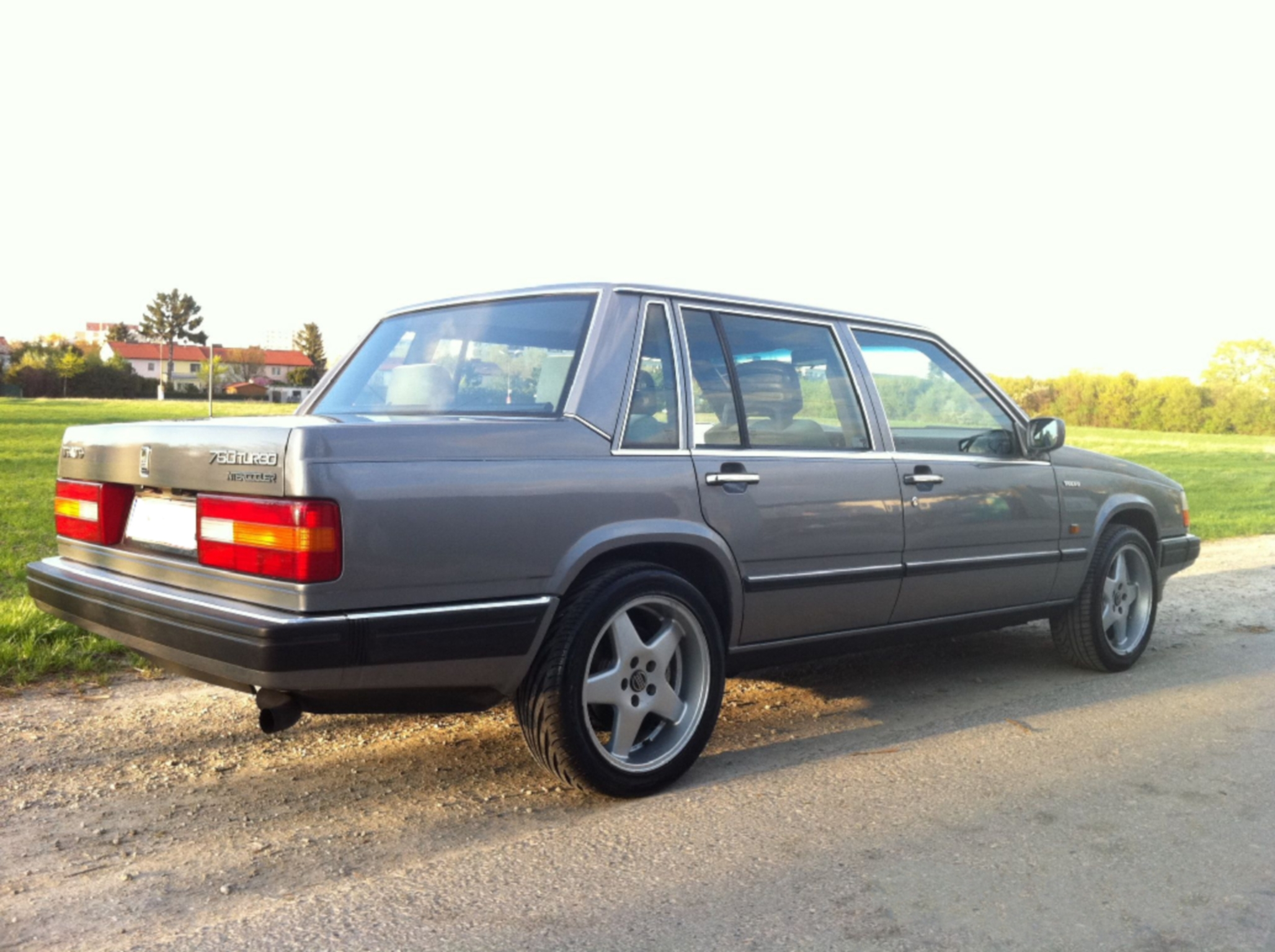
Volvo 760, Heckansicht modifizierte Ausführung (1989–1990)

## Motoren
Der 115 kW (156 PS) starke Sechszylinder-Benzin-Einspritzmotor B28E war vom Vorgänger übernommen worden. Bei diesem auch als PRV-Motor bezeichneten Triebwerk handelte es sich um eine Gemeinschaftsentwicklung von Peugeot, Renault und Volvo. Ebenfalls erhältlich war ein Sechszylinder-Turbodiesel mit 2,4 Liter Hubraum und 80 kW (109 PS), der die Bezeichnung D24T trug und von VW stammte. Der 760 Turbodiesel galt zeitweise als Europas schnellster Personenwagen mit Dieselmotor. Er benötigte für die Beschleunigung von 0 auf 100 km/h mit Schaltgetriebe 11 Sekunden. Dies war für die damalige Zeit mit ihren trägen Dieselautos beachtlich.
Mitte 1983 erschien der 760 Turbo, ein Vierzylinder-Benziner mit Turbolader, der über 2,3 Liter Hubraum und 134 kW (182 PS) verfügte.
Im Frühjahr 1984 erschien als preisgünstigere Ergänzung der 740, der nur mit Vierzylinder-Benzinmotoren, aber auch mit dem Sechszylinder-Turbodiesel geliefert wurde. Die traditionelle Systematik der Volvo-Modellbezeichnungen, nach der die mittlere Ziffer „6“ oder „4“ für Sechs- respektive Vierzylinder-Benzinmotoren stand, galt daher seit 1983 nicht mehr. Der 740 hatte neben schwächeren Motoren im Vergleich zum 760 zudem eine wesentlich einfachere Ausstattung, z. B. weniger Chromzierleisten. Ein Schiebedach, Leichtmetallfelgen oder elektrische Fensterheber gab es gegen Aufpreis.
Zum Modelljahr 1987 wurde das Diesel-Aggregat D24T gründlich überarbeitet und mit einem anderen Turbolader, einem Ladeluftkühler und einem Ölkühler ausgerüstet; durch diese und weitere Maßnahmen wurde der jetzt intern D24TIC genannte Motor mit zuerst 85 kW (115 PS) und später 90 kW (122 PS) durchzugskräftiger und robuster.

## Der Volvo 760 in der DDR
Im Politbüro der DDR lösten Langversionen des Volvo 760 die bis dahin eingesetzten Volvo 264 TE-Stretch-Limousinen größtenteils ab. Erich Honecker bevorzugte weiterhin den Citroën CX, orderte jedoch einen Volvo 760 als zusätzlichen Freizeitwagen. Als Langversion konnte Nilsson (Yngve Nilssons Karosseri AB) in Laholm zunächst lediglich eine um 16 cm verlängerte Ausführung „Volvo 760 Executive“ anbieten, die ab 1983 geliefert wurde. Hierzu wurden fertige Fahrzeuge aus dem Volvo-Werk Kalmar nach Laholm gebracht, aufgeschnitten und verlängert.
Ab 1986 wurde eine nochmals verlängerte Version in die DDR geliefert, die vorrangig im Fuhrpark des Politbüros Verwendung fand. Diese Variante war mit sechs Metern deutlich länger und hatte ein zusätzliches Fenster hinter der B-Säule. Die Fahrzeuge hatten keine Leder-, sondern eine Velours-Ausstattung. Der Innenraum unterschied sich ansonsten nur durch eine zusätzliche Sitzbank und Leselampen vom normalen 760 GLE. Angetrieben wurde die Limousine von einem V6-Motor mit 170 PS.
Insgesamt wurden etwa 150 Volvo 760 für die Staatsführung der DDR produziert, davon etwa 110 Stretch-Limousinen.
Der Volvo 760 wurde unter anderem auch von skandinavischen Regierungsmitgliedern gefahren. Auch in der Volksrepublik Polen und in Spanien wurden gepanzerte Volvo 760 als Staatskarossen eingesetzt.

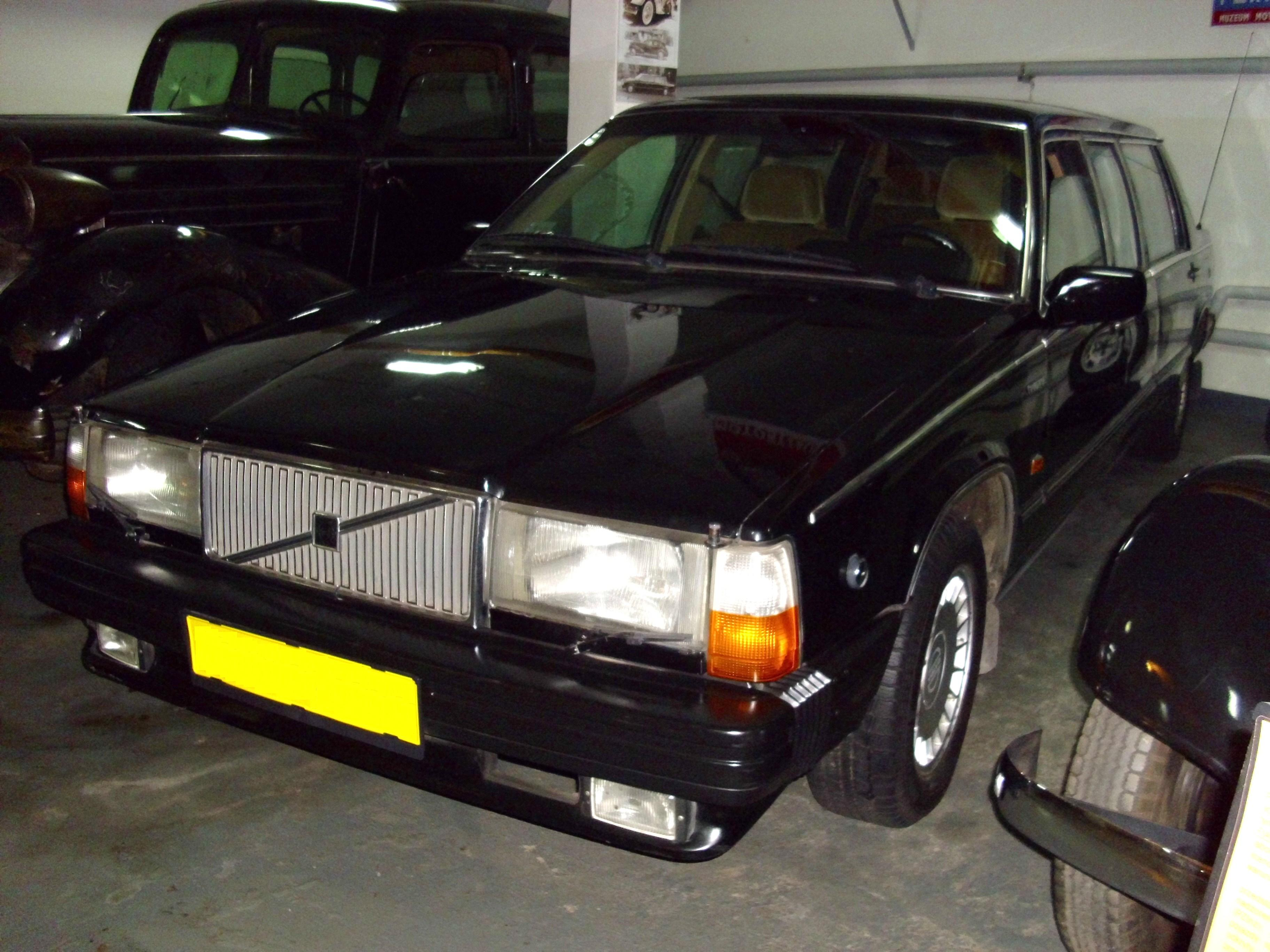
Volvo 760 lang (1986–1987)
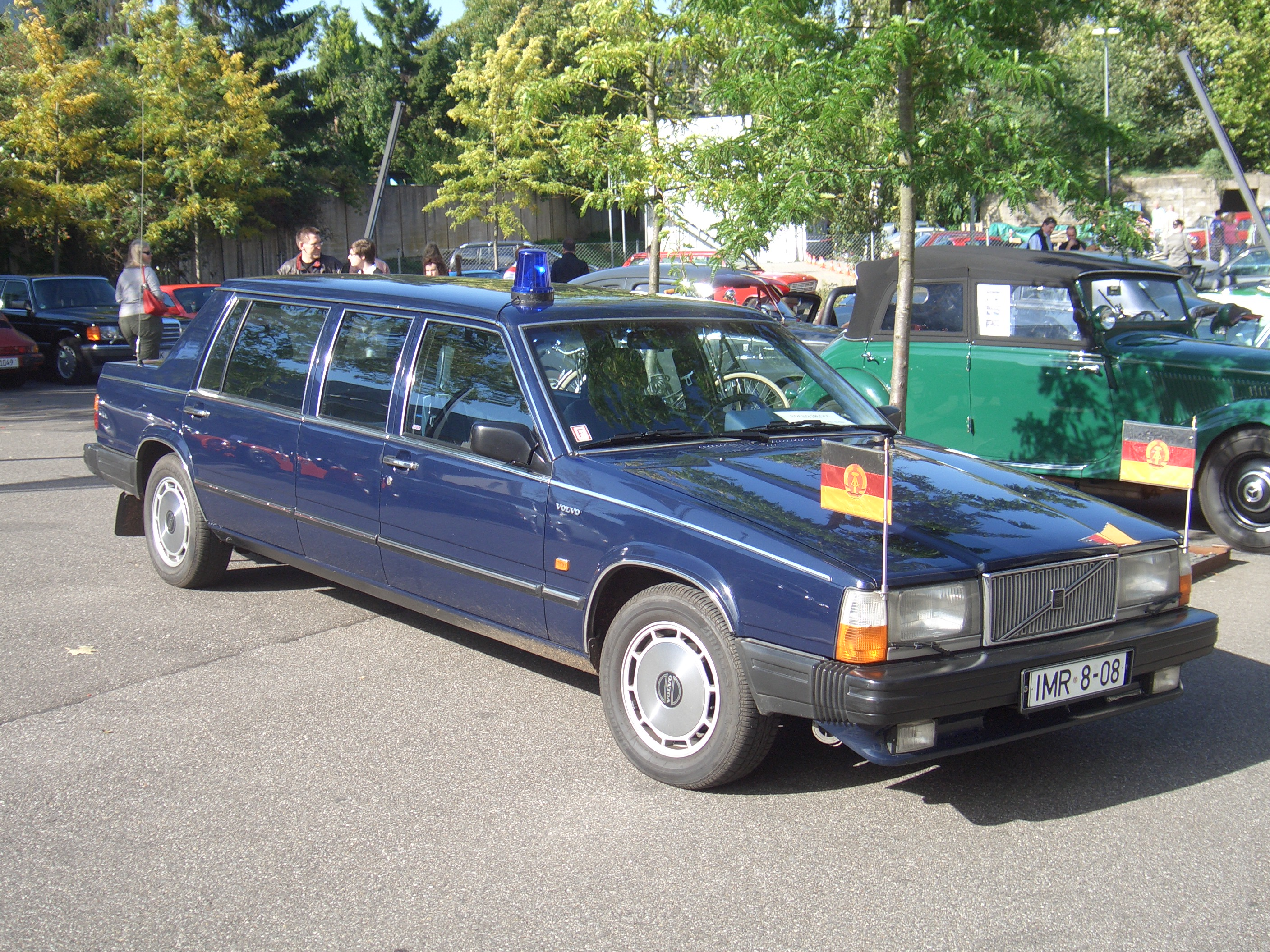
Volvo 760 GLE Langversion, Fuhrpark SED-Politbüro
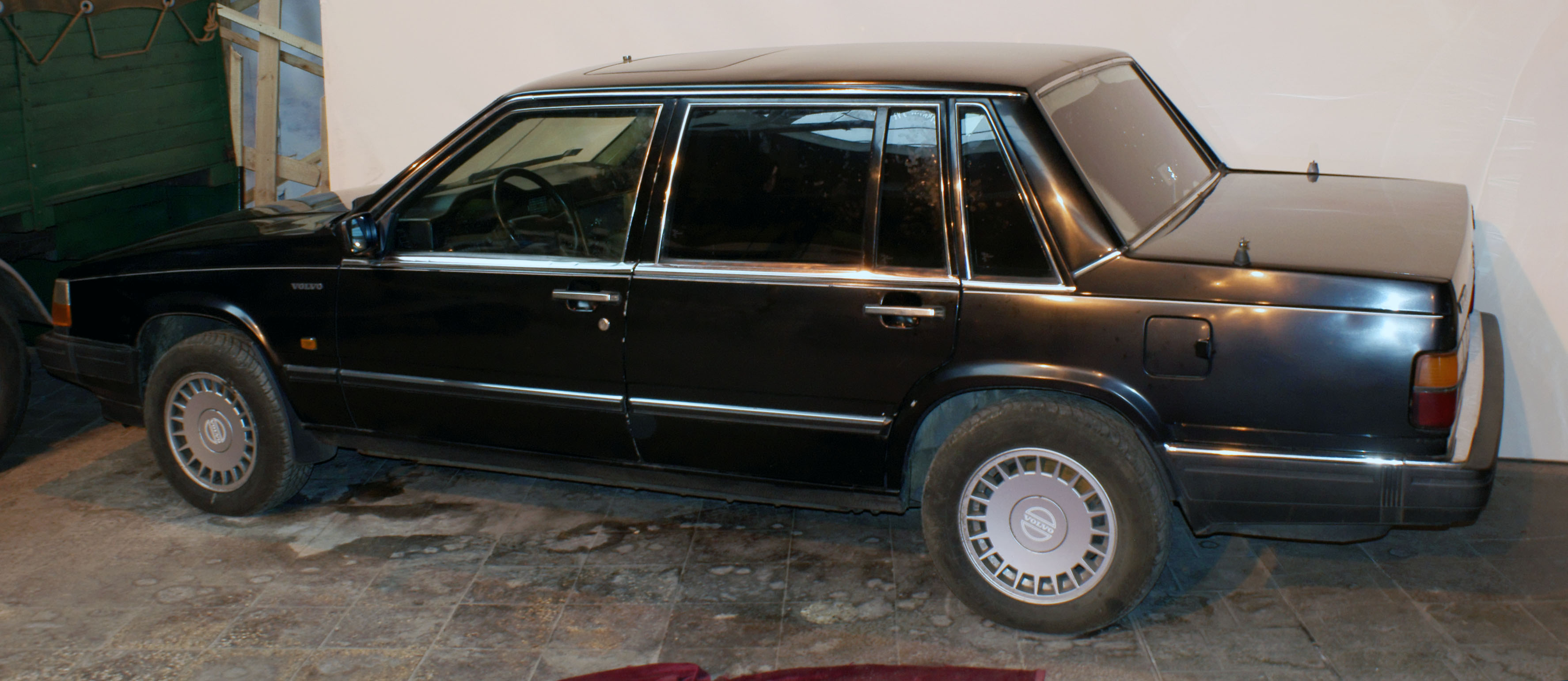
Fahrzeug der polnischen Staatsführung. Der Wagen wurde u. a. von Lech Wałęsa und Wojciech Jaruzelski genutzt.

## Trivia
1986 stellte das schwedische Unternehmen Mellberg Custom and Design den Prototyp eines Volvo 760 Cabriolet mit zwei Türen, aber unverändertem Radstand und ohne Überrollbügel, vor. Zwei Exemplare dieses Prototyps wurden gebaut.
Ein Volvo 760 GLE spielt in Peter Weir’s Filmdrama Fearless – Jenseits der Angst (1993) eine tragende Nebenrolle und wird buchstäblich an die Wand gefahren.
Henryk M. Broder verwendete im Rahmen der Sendung Entweder Broder – Die Deutschland-Safari einen bunt lackierten Volvo 760.
Der von Axel Milberg gespielte Kieler Tatort-Kommissar Klaus Borowski fährt für gewöhnlich einen roten Volvo 760.